# Kidekoop
Kidekoop es una cooperativa de consumo, sin ánimo de lucro, de productos agroecológicos y de cercanía en Bilbao, en el barrio de Bilbao la Vieja.

## Historia
Kidekoop es una iniciativa que surge del interés en torno a la soberanía alimentaria de un grupo de personas del barrio de Bilbao la Vieja, motivados por la idea de hacer frente a un tipo de consumo más consciente y responsable con las personas y con el medioambiente. Tras un proceso de reflexión, se decidió crear la cooperativa como instrumento para promover un cambio en las costumbres de consumo.
Esta decisión se concretó en la creación de la asociación Kidekoop Elkartea para un consumo responsable el 10 de enero de 2014. Se inscribió en el Registro de Asociaciones del País Vasco el 13 de febrero de 2014 con el objetivo de promover un cambio social e impulsar la soberanía alimentaria, para garantizar unas relaciones justas de producción y consumo, desarrollando un modelo socioeconómico y de consumo diferente en la línea de los supermercados cooperativos. 

## Objetivos
Según sus Estatutos los objetivos de la Asociación son:
- Fomentar el consumo responsable, justo y solidario, la salud y la calidad de vida.
- Apoyar la agricultura ecológica y los procesos de elaboración respetuosos con el medioambiente.
- Fomentar los mercados comarcales y los lazos ciudadanos con el medio rural, creando un vínculo de ayuda mutua entre productor/a y consumidor/a.
- Promover la solidaridad y la convivencia compartiendo la búsqueda de nuestras propias soluciones mediante la imaginación, la cooperación, el esfuerzo y el compromiso.
- Colaborar con otras entidades con fines similares.

Para la consecución de estos objetivos se fomentará la construcción de circuitos cortos de comercialización evitando personas intermediarias y atendiendo a criterios de comercio justo, con precios dignos tanto para el sector productor como para el consumidor.

## Funcionamiento
El funcionamiento de Kidekoop es asambleario, con un grupo motor que distribuye su trabajo en diferentes comisiones y la Asamblea, la cual agrupa a todos los socios y socias, que se reúne dos veces al año para informar de la situación, recoger ideas y sugerencias y tomar decisiones. El modelo organizativo es horizontal y se basa en la participación y la cooperación.
Como organización socia de REAS es también objeto de la auditoria social que esta red realiza de forma anual, con objeto de  evaluar la actividad conforme a los principios de la Economía Solidaria. 

### Actividades

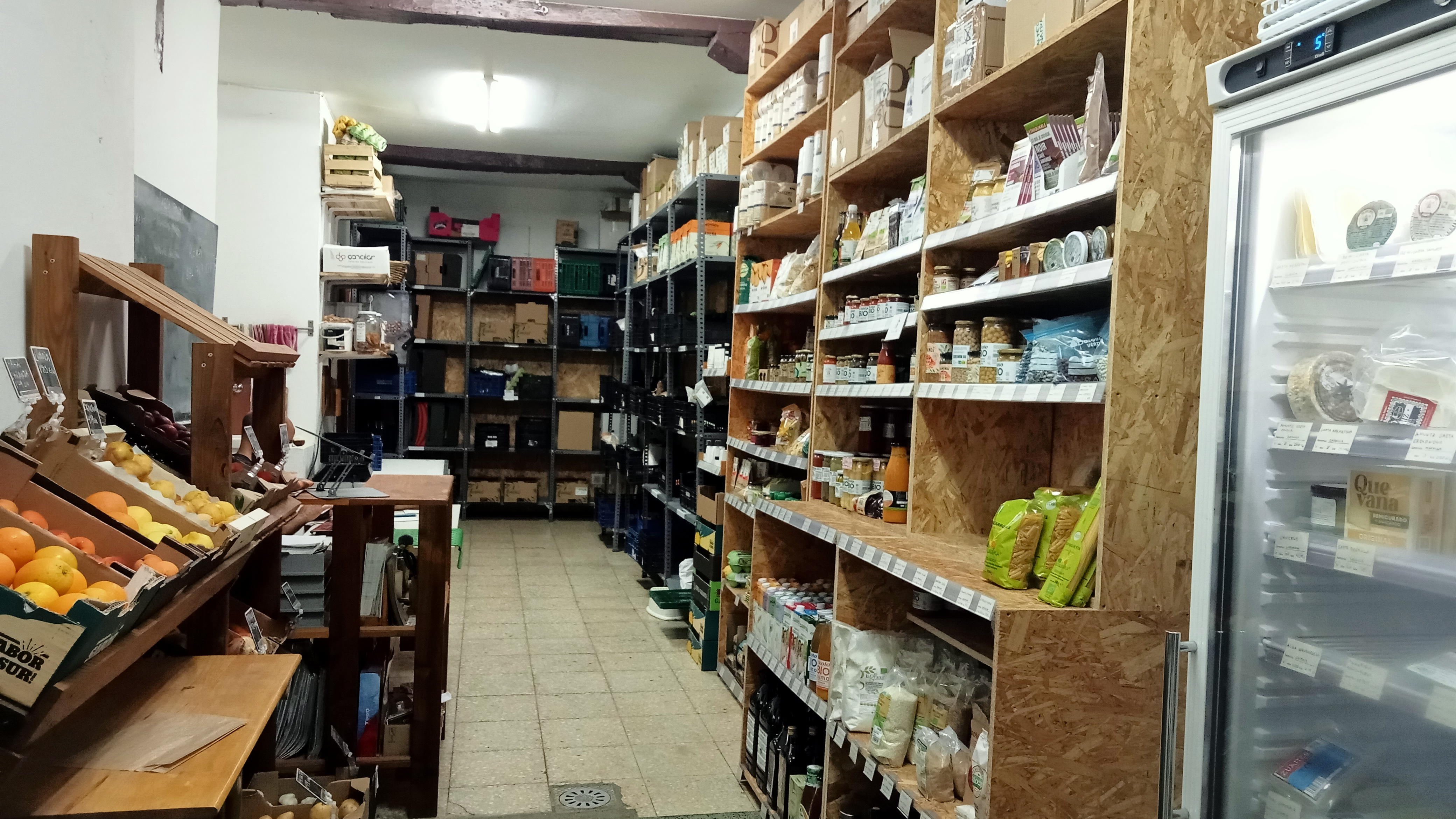
Espacio interior de Kidekoop

Realiza múltiples actividades para dar a conocer el proyecto y sus objetivos: Presentación del servicio de biblioteca con cata de pinchos ecológicos, talleres de cocina y cosmética, mercados para dar a conocer productos y productores cercanos, Elikaldia, experiencia piloto en colaboración con Bizilur centrada en la soberanía y la sostenibilidad. Una dinámica comunitaria para analizar y transformar los hábitos de consumo de los y las vecinas del Casco Viejo y Bilbao La Vieja.
También participa en diferentes iniciativas que surgen en el barrio de Bilbao la Vieja y San Francisco como Gau Irekia.
Colaboró con Errotik en la creación del podcast Kidekoop-Errotik, formación sobre eco-feminismo y retos de las mujeres en el ámbito rural.

## Alianzas
Como cooperativa de consumo forma parte y es entidad socia de diferentes organizaciones y redes, entre ellas: Goiener,REAS Euskadi, #RIEBilbao RED de INTERCAMBIO de ESPACIOS San Francisco / Bilbao la Vieja / Zabala.

## Sede
Se encuentra en Bilbao, calle Urazurrutia, 26, en el barrio de Bilbao la Vieja.